# Спорт в Кургане
В последнее время в Кургане появляются новые спортивные объекты, клубы. С городом связано большое количество известных спортсменов, мировых, европейских и олимпийских чемпионов. Начиная с 1960 года курганские спортсмены постоянно участвую на Олимпийских играх, в разных дисциплинах Дмитрий Соколов — биатлон, Геннадий Солодов — легкая атлетика, Геннадий Корбан — греко-римская борьба, Алексей Марковский — плавание, Владимир Мазалов — лыжные гонки, Елена Копытова-Каваклыоглу — легкая атлетика, Лилия Нурутдинова — легкая атлетика, Николай Ожегин — дзюдо, Сергей Колесников — дзюдо, Игорь Алексеев — тяжелая атлетика, Дмитрий Смирнов — тяжелая атлетика, Нурым Дюйсенов — греко-римская борьба, Юрий Семянников — лыжные гонки, Сергей Петров — лыжные гонки, Татьяна Голдобина — пулевая стрельба, Александр Меньщиков — греко-римская борьба, Ирина Мистюкевич — легкая атлетика, Алла Важенина — тяжелая атлетика, Михаил Сиднин — плавание, Яна Романова — биатлон.

## Спортивные команды
| Клуб       | Вид спорта      | Лига            | Ранг лиги | Стадион                                |
| ---------- | --------------- | --------------- | --------- | -------------------------------------- |
| «Зауралье» | Хоккей с шайбой | ВХЛ             | 2         | ЛДС имени Н. В. Парышева               |
| «Юниор»    | Хоккей с шайбой | МХЛ-Б           | 2-мол.    | ЛДС имени Н. В. Парышева               |
| «Тобол»    | Футбол          | Третий дивизион | 4         | Стадион «Центральный» / Стадион «КЗКТ» |
| «Арбитраж» | Мини-футбол     | Первая лига     | 3         | СК имени В. Ф. Горбенко                |

Расформированные клубы
- Мини-футбольный клуб «КГУ-Зауралье» — в сезоне (2010/11) выступал в Первой лиге, в третьем дивизионе в структуре российского мини-футбола.
- Мужской волейбольный клуб «Синтез» — в сезоне (2003/04) выступал в Высшей лиги «Б», во втором дивизионе в структуре российского волейбола.

## Виды спорта, культивируемые в Кургане
Далее рассматриваются основные виды спорта в Кургане, для каждого из которых приводятся имена наиболее выдающихся представителей и описываются важные спортивные объекты. Последовательность изложения видов спорта не зависит от их значимости и масштабности. Сначала по алфавиту описаны Олимпийские виды спорта, далее неолимпийские.

### Баскетбол
Профессионального баскетбольного клуба в городе нет, но для любителей управление физической культуры и спорта Курганской области ежегодно проводит чемпионат по стритболу (уличный баскетбол) «Оранжевый мяч». Для школьников в городе с 1997 года проводился чемпионат ШБЛ (проведено 13 турниров), а с 2010 года существует школьная баскетбольная лига «КЭС-Баскет».
Подготовкой молодых спортсменов в городе занимается:
- МОУ ДОД «Детско-юношеская спортивная школа № 2».

Знаменитые воспитанники:
- Дмитрий Ежов — выступает за молодёжную команду БК «Енисей» (Красноярск);
- Иван Павлов — выступает за БК «Темп-СУМЗ» (Ревда);
- Михаил Вихневич — выступал за БК «Иркут» (Иркутск).

### Бокс
Курганская школа бокса подготовила ряд спортсменов российского уровня. История боксерского движения в Зауралье началась в 1952 году, у истоков его создания стоял ветеран Великой Отечественной войны Виктор Меженов, открывший в Кургане первую боксерскую секцию. В ноябре 1952 года состоялся первый открытий ринг, где участвовало 17 пар. Это и стало началом развития бокса в Курганской области. С 2003 года в Кургане проводится Международный турнир по боксу на Кубок Велеса — гостями турнира ежегодно становятся сборные команды Польши, Франции, Германии, Швейцарии, США и Казахстана.
Подготовкой молодых спортсменов в городе занимается:
- МОБУ ДОД Детский (подростковый) центр «Луч-П» (зал бокса, Дзержинского, 41);
- СК имени В.Ф. Горбенко;
- СК «КЗКТ»;
- СК «Трудовые резервы»;
- СК «Велес»;
- МБУДО «Детско-юношеская спортивная школа № 4».

Знаменитые воспитанники:
- Роман Филимонов — победитель первенства Европы (1979)
- Константин Горбунов — чемпион Мира среди военнослужащих (1997), Мастер спорта России Международного класса; Мастер спорта СССР
- Станислав Коростелев — бронзовый призёр первенства Европы в городе Римини (Италия).

### Плавание
Курганские пловцы в основном добиваются результатов в соревнованиях юношей. Воспитанник курганской ОСДЮСШОР № 1 Михаил Сиднин стал бронзовым призёром на дистанции 100 метров баттерфляем и обладателем золотой награды в составе российской команды в комбинированной эстафете 4 по 100 метров на чемпионате Европы по плаванию среди инвалидов.
Подготовкой молодых спортсменов в городе занимается:
- Областная специализированная детско-юношеская спортивная школа олимпийского резерва № 1;
- Плавательный бассейн «Дельфин»;
- Плавательный бассейн «Олимп».

Знаменитые воспитанники:
- Алексей Марковский — участник эстафетной команды СССР (комбинированная эстафета 4×100 м) — серебряного призёра ОИ в Москве , 3-кратный серебряный призёр чемпионата Мира; 4-кратный чемпион Европы.
- Владимир Гарагуля — (водно-моторный спорт)МСМК, неоднократный чемпион СССР, России, рекордсмен Мира.[7][8]
- Михаил Сиднин — чемпион Европы (спорт ПОДА) в составе Сборной России.

### Волейбол
В сезоне 2003/04 в Высшей лиги «Б» (во втором дивизионе в структуре российского волейбола) Курган представлял мужской волейбольный клуб «Синтез». На данный момент профессиональной волейбольной команды в городе нет, но для любителей этого вида спорта в городе ежегодно проводят соревнования.
Подготовкой молодых спортсменов в городе занимается:
- МОУ ДОД «Детско-юношеская спортивная школа № 2».

Известные воспитанники:

### Гандбол
На данный момент профессиональной волейбольной команды в городе нет, а ведь в 1970—1980-е годы «ручной мяч» в Кургане входил в число наиболее популярных спортивных игр, имевших добрые традиции и значительные достижения. Первопроходцами ручного мяча в Кургане являются Иван Науменко, Герман Зубченко, Борис Савиных, которые в начале 1960-х годов заложили традиции развития этого вида спорта в Зауралье. Первые соревнования по гандболу в Кургане прошли в сентябре 1962 года с участием команд городов Екатеринбурга и Шадринска. Город Курган представляли команда «Строитель» и команда Курганского государственного педагогического института. Большой вклад в развитие гандбола в Зауралье внесли Владимир Ионов (создавший команду на Курганском заводе колесных тягачей), Владимир Тарасов (Курганский машиностроительный завод), Юрий Орлов (Курганский государственный педагогический институт), Юрий Лапин (Курганский машиностроительный институт).
Известные воспитанники: Сергей Прокопьев.

### Художественная гимнастика
Данный вид спорта развивается в областном центре с 1953 года (первый тренер С. В. Лазутина). Ежегодно в городе проходят соревнования городского, областного и регионального уровня. Из года в год курганские гимнастки улучшают свой показатели.
Подготовкой молодых спортсменов в городе занимается:
- Областная специализированная детско-юношеская спортивная школа олимпийского резерва № 2
- Дворец детского (юношеского) творчества

### Дзюдо
Борьба дзюдо в Кургане зародилась в 1975 году, когда при СК «Зауралец» было открыто специализированное отделение. Там работали три специалиста — Александр Четвериков, Василий Прядеин и Александр Гусев. В первые годы их воспитанники выступали как в соревнованиях по дзюдо, так и по борьбе самбо. В 1984 году звание «Заслуженный тренер» было присвоено Василию Прядеину, подготовившему победителя юношеского (1982 год) и юниорского (1983 год) первенств мира по самбо Игоря Косарева. В 1988 году воспитанник Александра Гусева (первый тренер) и Василия Прядеина Сергей Колесников победил на первенстве Европы среди юниоров по дзюдо. За это достижение звание «Заслуженный тренер» было присвоено Александру Гусеву. Ещё один воспитанник СК «Зауралец» Николай Ожегин (тренер — ААлександр Гусев) в 1995 году стал первым в новейшей российской истории чемпионом мира по дзюдо, за что получил звание «Заслуженный мастер спорта России». С 2003 года с целью популяризации дзюдо в Курганской области и в знак уважения к заслугам Василия Прядеина, Александра Гусева, Николая Ожегина и Сергея Колесникова в городе Кургане стал проводиться турнир по дзюдо.
Подготовкой молодых спортсменов в городе занимается:
- Областная специализированная детско-юношеская спортивная школа олимпийского резерва № 1
- СК «Зауралец»

Известные воспитанники: Сергей Колесников, Николай Ожегин, Денис Лаврентьев.

### Конный спорт
Ипподром в Кургане появился 21 августа 1911 года, с 1918 по 1921 годы, ипподром не работал. Начиная с 1922 года, работа ипподрома возобновилась, с 1972 по 1997 годы не работал. В 1997 году после 25-летнего перерыва, состоялось открытие ипподрома. Конноспортивная секция работает с 1968 года.
Подготовкой молодых спортсменов в городе занимается:
- Областная специализированная детско-юношеская спортивная школа олимпийского резерва № 2

### Лёгкая атлетика
Вот уже 19 лет[когда?] ежегодно проводится легкоатлетические соревнования «Рябковский пробег», куда съезжаются легкоатлеты из Курганской, Челябинской, Тюменской, Свердловской, Самарской, Омской областей и Казахстана.
Подготовкой молодых спортсменов в городе занимается:
- Областная специализированная детско-юношеская спортивная школа олимпийского резерва № 1
- Детско-юношеская спортивная школа № 5

Известные воспитанники: Геннадий Солодов, Вера Чувашева, Елена Копытова-Каваклыоглу, Лилия Нурутдинова, Андрей Рязанов, Ирина Мистюкевич, Наталья Немкина, Андрей Русаков.

### Лыжный спорт(биатлон)
Данный вид спорта не сильно развит в столице Зауралья, но есть известные воспитанники.
Подготовкой молодых спортсменов в городе занимается:
- Областная специализированная детско-юношеская спортивная школа олимпийского резерва № 2
- Лыжная база «Спартак»

Известные воспитанники: Дмитрий Соколов, Владимир Мазалов, Людмила Заболотняя, Юрий Семянников, Сергей Петров, Яна Романова, Александр Огарков, Максим Огарков.

### Пулевая стрельба, стендовая стрельба
Стрельба — ещё один из молодых для Кургана видов спорта. Самые титулованные курганские воспитанницы Татьяна Голдобина и Людмила Пшеничникова

### Автоспорт
В Кургане автоспорт зародился в 1968 году. Началось все с гонок грузовых автомобилей в деревне Заборская, где и сегодня по склону холма проходит очень интересная трасса с большими перепадами высот и регулярно принимающая участников Чемпионата и Кубка России по автокроссу на грузовых автомобилях ГАЗ и ЗИЛ. Благодаря высокому уровню организации и проведения соревнований, представителями РАФ принято решение с 2014 года проводить в Кургане этап Чемпионата России на автомобилях УАЗ.
Наиболее популярные виды автоспорта: трофи-рейд, автокросс легковой и грузовой, зимние трековые гонки, дрифт. Все соревнования проходят на личном интересе участников или при поддержке общественных организаций..
Известные курганские автоспортсмены:
- Семён Якубов — советский и российский инженер-конструктор и спортсмен-автогонщик, основатель и руководитель автогоночной команды «КАМАЗ-мастер», 5-кратный победитель Ралли Дакар в качестве штурмана в экипаже Владимира Чагина, советник Генерального директора ОАО «КАМАЗ».
- Комолов Сергей — автогонщик. КМС. В 2012 году стал победителем этапа ЧР в Кургане по кроссу в классе Т4-2 (ГАЗ-53) и победителем супер заезда на приз памяти героя СССР Николая Анфиногенова. Призёр ЧР (Тюмень) 2012 г.
- Береженцев Алексей — автогонщик. КМС. Участник ЧР и КР по автокроссу на легковых автомобилях в классе Д2-1600. Неоднократный победитель этапов ЧР и КР по автокроссу на легковых автомобилях.
- Лобачков Владимир — КМС, один из первых картингистов Курганской области.  Работал в орг комитете, подготовке трассы и проведении  ралли -рейда Шёлковый Путь. Комментатор различных автомобильных соревнований.
- Крылов Сергей — Мастер Спорта СССР. Многократный победитель соревнований по автокроссу, победитель Чемпионата Урала и Сибири по трековым гонкам на легковых автомобилях по укатанному снегу в классе Д2К — 2013/2014.
- Макаров Юрий — Мастер спорта СССР. Лучший гонщик не только Курганской области, но и России. Неоднократный победитель ЧР КР на легковых автомобилях. Ныне тренер известного автогонщика Дениса Салихова.
- Климантов Михаил — МС России участник и победитель ЧР и КР на грузовых автомобилях в классе Т4-3 (ЗИЛ-130)
- Летунов Вячеслав — автокросс, зимние трековые гонки, Формула РУСЬ, Лада-революшн
- Васильев Иван — чемпион России по дрэг-рейсингу (2012 г.), двукратный обладатель кубка Сибири (2012 г.), победитель чемпионата Сибири «Мегафон» (2012 г.) в классе FSB. Достижения: рекордсмен Сибири в классе FSB на дистанции 402 м — 10,93 секунды (4-й результат в России за всю историю официальных соревнований по дрэг-рейсингу).

Организаторы автомобильных соревнований:
- Общественная организация "Автоклуб «Extreme Race» — основан в феврале 2006 г. Виды деятельности: популяризация автоспорта в г. Кургане и Курганской области, организация и проведение соревнований по дрэг-рейсинг, автокросс, трофи-рейд, дрифт, спортивно-развлекательных мероприятий направленных на здоровый образ жизни, члены клуба принимают участие в большинстве автомобильных соревнований УРФО. Руководство: Жикин Алексей, Смирнов Михаил.
- Общественная организация «Курганская областная федерация автомобильного спорта „Зауралье“, председатель Сергеев Леонид Юрьевич (КМС, Организатор ЧР и КР по автокроссу на грузовых и легковых автомобилях, судья высшей категории).

## Спортивные сооружения
| Спортивное сооружение | Название                                                                    |
| --------------------- | --------------------------------------------------------------------------- |
| Ледовые дворцы        | ЛДС имени Н. В. Парышева \| «Юность».                                       |
| Бассейны              | «Дельфин» \| «Олимп».                                                       |
| Стадионы              | «Локомотив» \| «КЗКТ» \| Стадион для пляжных видов спорта \| «Центральный». |
| Спортивные комплексы  | СК имени В. Ф. Горбенко \| «Олимпиец» \| «Турбинка».                        |
| Ипподромы             | «Курганский».                                                               |
| Лыжные базы           | «Динамо» \| «Спартак».                                                      |
| Теннисные клубы       | «Солнечный» \| «Сфера».                                                     |
| Дворцы спорта         | «Трудовые резервы».                                                         |

## Спортивные школы города
- ОСДЮСШОР № 1 — тяжелая атлетика, легкая атлетика, плавание, самбо, тхэквандо, дзюдо.
- ОСДЮСШОР № 2 — греко-римская борьба, художественная гимнастика, биатлон, стрельба пулевая, бильярдный спорт, бокс
- ДЮСШ № 1 — спортивная акробатика.
- ДЮСШ № 2 — баскетбол, волейбол, настольный теннис.
- ДЮСШ № 3 — футбол.
- ДЮСШ № 4 — самбо, бокс, тяжелая атлетика.
- ДЮСШ № 5 — легкая атлетика, ушу, настольный теннис, спортивная акробатика, пауэрлифтинг, спортивное ориентирование.
- ДЮСШ № 6 — хоккей, фигурное катание.
- ДООСЦ Ладья — шахматы.
- ДД(Ю)Т — дзюдо, картинг.
- Школа борьбы самбо — самбо.
- ДЮСШ «Трудовые резервы»
- Д(П)Ц «Луч-П» — бокс, аэробика, футбол, хоккей, тхэквандо.